# Björn Halleröd
Björn Halleröd, född 1960, är en svensk professor i sociologi och tidigare verksam vid Umeå universitet men numera vid Göteborgs universitet. Hans forskning har främst berört fattigdoms-, levnads- och arbetsfrågor. För närvarande forskar han främst om äldres levnadsförhållanden, bland annat hur sociala förhållanden och genetiska förutsättningar samverkar vid utvecklandet av Alzheimers sjukdom och demens, samt barns levnadsförhållanden i utvecklingsländer. 
Han har även varit ledamot i Vetenskapsrådets ämnesråd (humaniora och samhällsvetenskap) mellan 2001 och 2006. Sedan 2006 har han varit engagerad i frågor som rör forskningsinfrastruktur. Först som ledamot och ordförande i beredningsgrupper och mellan 2012 ledamot och vice ordförande i Rådet för forskningens infrastruktur (RFI), även detta vid Vetenskapsrådet. Sedan augusti 2015 är Halleröd huvudsekreterare för forskningsinfrastruktur vid Vetenskapsrådet.